# Kostel svatého Ondřeje (Chlístovice)
Kostel svatého Ondřeje, zvaný též Sionský kostelík, stojí o samotě na návrší nad říčkou Vrchlicí východně od vsi Chlístovice na Kutnohorsku. Má gotický základ, v 18. století byl barokně upraven. Areál kostela ohrazený hřbitovní zdí je chráněn jako kulturní památka České republiky.

## Historie
Kostel byl založen v období vrcholné či pozdní gotiky. Je možné, že na základech dřívější stavby, protože již ve 14. století patřily Chlístovice pražské kapitule při chrámu sv. Víta. Kostel pod jménem Hrádek je doložen k roku 1352. Za husitských válek kapitulní zboží získal Jan Roháč z Dubé, který nedaleko vystavěl svůj hrad Sion. Věž byla nejspíš přistavena později, dle dendrochronologického průzkumu nejdříve koncem 15. století, dřevěné patro vzniklo při úpravách v 80. letech 16. století. Barokní přestavba proběhla počátkem 18. století.
V roce 2017 vznikl spolek Sionský kostelík, který na podporu obnovy kostela zřídil i transparentní účet. Na podzim 2021 spolek uspořádal Setkání na Sioně, při němž byl otevřen i jinak nepřístupný kostel. Z dobrovolného vstupného se vybralo 45 000 Kč.

## Architektura
Kostel má obdélnou loď a polygonální presbytář s plochými stropy. K lodi přiléhá věž s vysazeným dřevěným zvonovým patrem. Podvěží s valenou klenbou se do lodi otevírá jednoduchým hrotitým portálem. Barokní podobu kostela dokládá štít v západním průčelí. Ve věži se nachází zvon z roku 1509 o průměru 106 cm od kutnohorského zvonaře Ondřeje Ptáčka, na němž je nápis, že byl odlit k uctění památky Jana (Roháče) z Dubé.

## Zajímavosti
- Dle pověsti v místech, kde kostel stojí, nechal Roháčův prastrýc, nejvyšší zemský sudí Ondřej z Dubé, rozsypat hlínu z hory Sion u Jeruzaléma.[5]
- V 50. letech 20. století byla objevena krátká chodba z kostela směrem k farské stráni a před márnicí společný hrob zalitý vápnem.[5]
- Podle průzkumu georadarem není v kostele žádná hrobka, chodba k farské stráni se nepotvrdila a zakopaný zvon Václav z roku 1489 se v blízkém okolí kostela nenašel.[6]

## Galerie

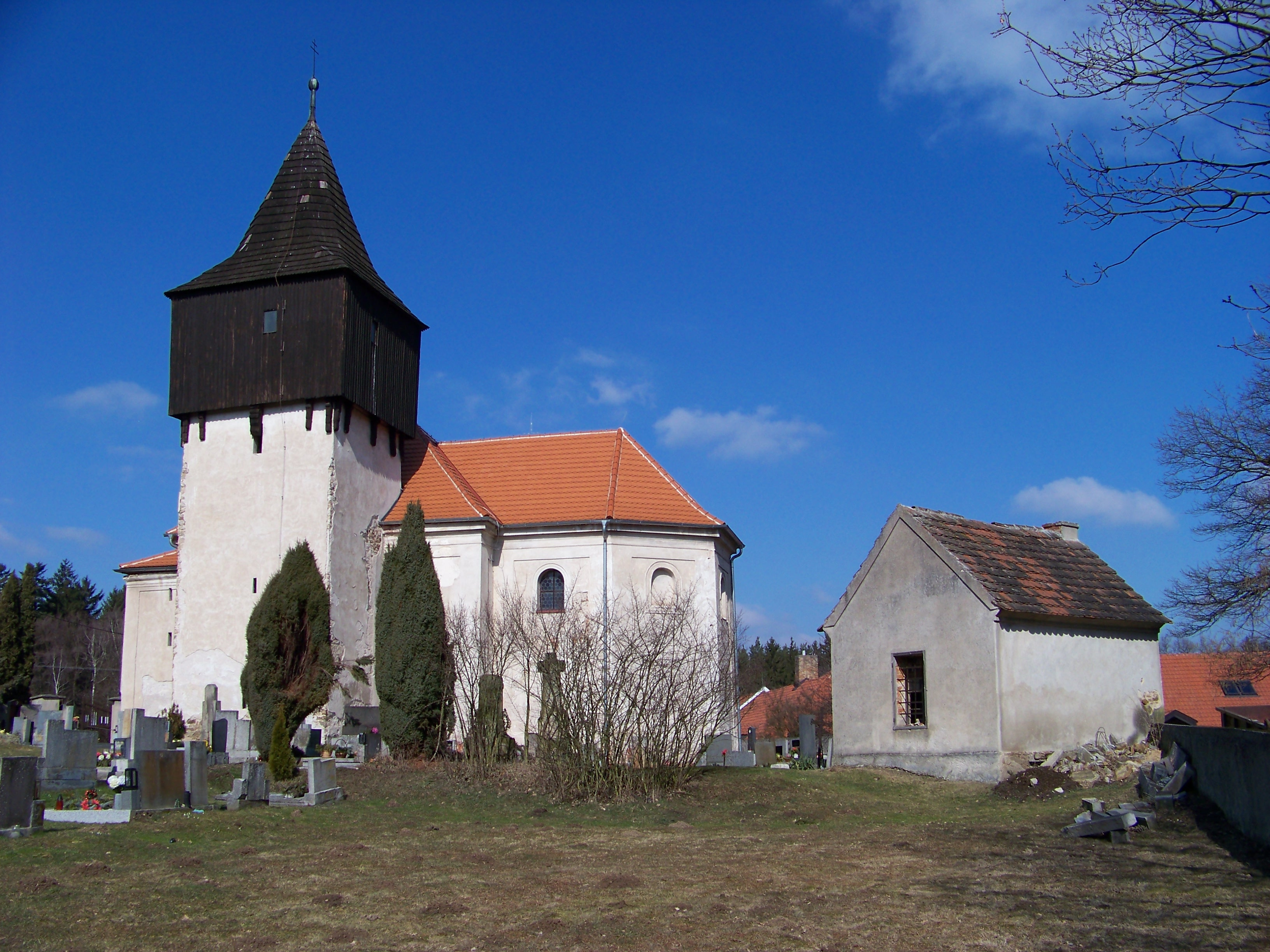
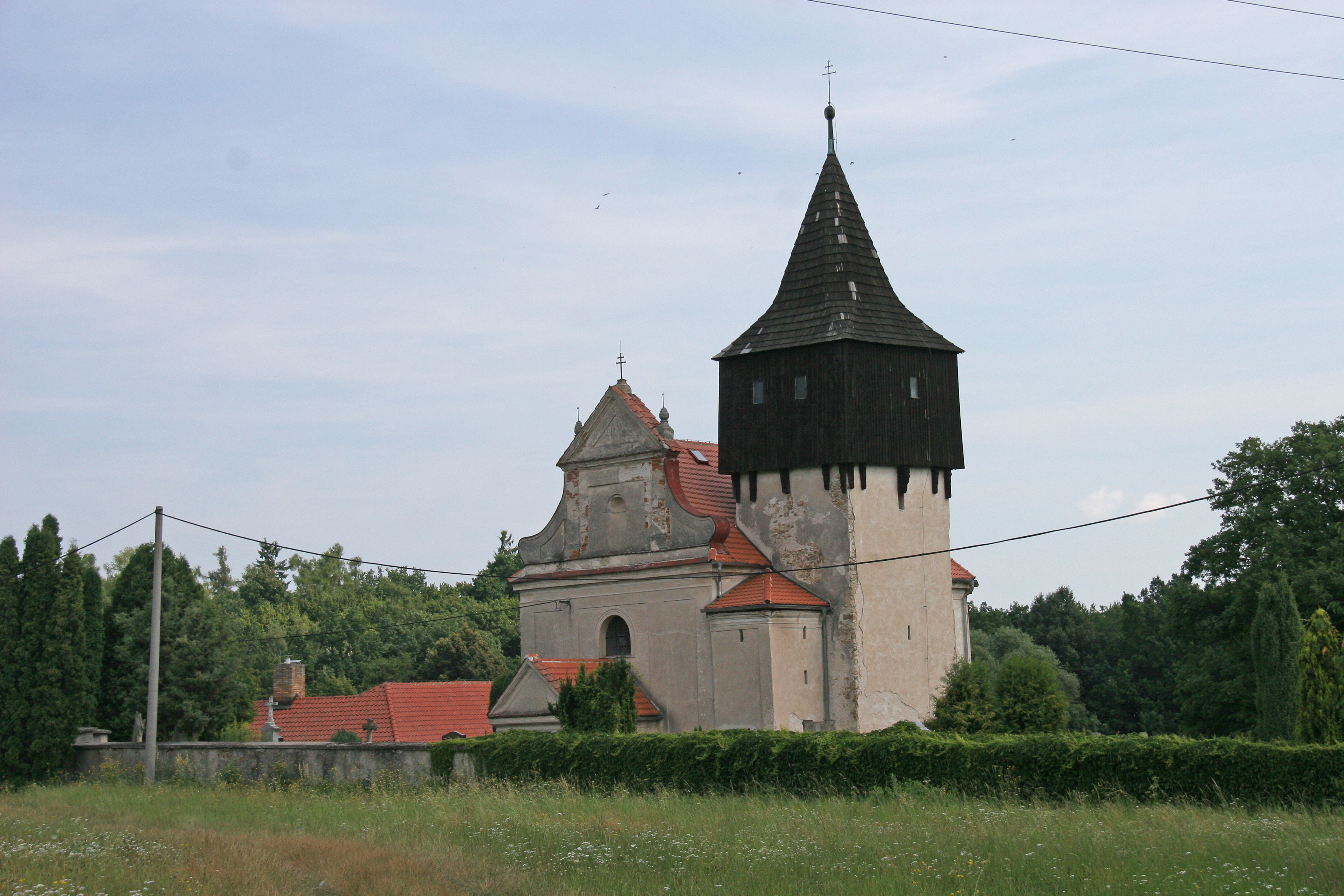